# De Reformatie
De Reformatie was een kerkelijk persorgaan binnen de Gereformeerde Kerken vrijgemaakt (GKV) en opgericht door onder andere een van de voormannen van de vrijmaking: Klaas Schilder. Hij vormde samen met 31 anderen de redactie waarvan Herman Bavinck de oudste en meest bekende deelnemer was. Het blad is in 2015 gefuseerd met Opbouw tot het tijdschrift OnderWeg. 
De Reformatie is een van de eerste bladen geweest die de Duitse bezetter tijdens de Tweede Wereldoorlog verbood omdat Klaas Schilder tegen het nazisme schreef.